# Ettore Capecelatro
Ettore Capecelatro (Napoli, 26 novembre 1580 – Napoli, 9 agosto 1654) è stato un giurista, magistrato e politico italiano, magistrato e funzionario del vicereame spagnolo di Napoli.

## Biografia
Nacque in una famiglia dell'aristocrazia napoletana, da Pompeo Capecelatro e Giulia Capece Galeota. Nel 1600 si laureò in giurisprudenza nello Studio napoletano, ma più che esercitare la pratica forense si dedicò allo studio, alla magistratura e all'insegnamento universitario. L'esperienza di magistrato del Capecelatro sarà compendiata in numerosi volumi di Consultationes iuris selectae, corredate di decisioni del Sacro Regio Consiglio, del Consiglio Collaterale e della Regia Camera della Sommaria, e nelle raccolte di Novissimae decisiones del Regia Camera della Sommaria con questioni in materia di feudi, contratti e disposizioni testamentarie. Nel 1641 sarà nominato reggente del Consiglio Collaterale soprannumerario.
Attorno agli anni 1620 entrò nelle file della burocrazia del Vicereame di Napoli. Nel 1630 fu inviato in missione presso la corte dell'infanta Maria Anna, per le clausole di matrimonio col futuro imperatore Ferdinando III, allora titolare del regno d'Ungheria. Nel 1631 fu creato consigliere. 
Nel 1638 ebbe l'incarico, dal viceré Ramiro Núñez de Guzmán (duca di Medina), di recarsi in Calabria per rilevare i danni derivati dal terremoto catastrofico del 27 marzo 1638 e fornire i primi provvedimenti. La relazione del Capecelatro al viceré, sul numero dei morti, case distrutte o inabitabili delle baglive e dei casali della Calabria Citeriore a e delle università della Calabria Ulteriore, è riportata nell'opera di Lutio D'Orsi sui terremoti del 1638.
Nel 1640 Capecelatro venne mandato dal Medina a Madrid, presso Filippo IV di Spagna, per sollecitare l'approvazione regia all'arruolamento di 8000 "popolari" napoletani, guidati da comandanti propri, per far fronte alla minaccia di uno sbarco francese. I nobili napoletani erano fortemente contrari al provvedimento. Capecelatro riuscì tuttavia a concludere la vicenda e venne premiato col titolo di «marchese di Torello».
Dopo le rivolte sociali a metà del XVII secolo nelle campagne, nel periodo 1648-50 Capecelatro fu inviato in Puglia per ristabilire l'ordine politico ed amministrativo nella Dogana di Foggia. Dalle numerose e violente satire contro di lui, la sua amministrazione, che comportò la fortuna finanziaria e politica del Capecelatro, non dovette essere irreprensibile.
Morì a Napoli e fu seppellito nella Chiesa dell'Annunziata.

## Opere (Selezione)
- Selectiorum consultationum iuris in variis ac frequentioribus facti contingentiis vna cum decisionibus siue resolutionibus supremorum tribunalium regij Collateralis Sacriq. Consilij ac regiae Camerae Summariae regni Neapolitani, 2 voll., Neapoli : typis Iacobi Gaffari sumptibus Io. Dominici Boue, 1644 (Google libri)
- Consultationum juris selectiorum in variis, ac frequentioribus facti contingentiis. Vna cum decisionibus, siue resolutionibus ... opus magistratibus, aduocatis, coeterisque in vtroque foro versantibus non solum utile, sed et necessarium . Cum summariis, ac duplici indice ... locupletissimis, 2voll., Genevae: sumptibus Leonardi Chovet, & socij, 1686 (Google libri)
- Hectoris Capycii Latro, Consultationum juris selectiorum in variis, ac frequentioribus factis contingentiis una cum decisionibus, sive resolutionibus supremorum Tribunalium regii collateralis ... Accesserunt huic novissimae editioni observationes Caroli A. De Luca Melphictensis sd singulas Consultationes hujus tomi, 16 Coloniaeae Allobrogum : sumptibus Perachon & Cramer, 1728 (Google libri)
- Nouissimae Sacri Reg. Cons. Neap. Decisiones in quibus abstrusiores iuris quaestiones contractuum vltimarum voluntatum criminales feudales consuetudinariae pertractantur enodantur ... auctore Ectore Capycio Latro ... Accesserunt gemini indices alter argumentorum materiarum alter, Neapoli : typis Iacobi Gaffari : sumptibus Io. Dominici Bove, 1640 (Google libri)
- D. Hectoris Capycii Latro ... Decisiones novissimae Sacri Reg. Cons. Neapol. in quibus abstrusiores juris quaestiones, contractuum, ultimarum voluntatum, criminales, feudales, consuetudinariae pertractantur, & enodantur. Opus magistratibus, advocatis, caeterisque in utroque foro versantibus, non solum utile, sed & necessarium. Cum duplici indice, altero argumentorum, materiarum altero. Accesserunt hac novissima editione observationes ad singulas decisiones utriusque tomi, Michaelis Angeli Gizzii, 2 voll. Genevae : sumptibus Chouet, G. De Tournes, Cramer, Perachon, Ritter, & S. De Tournes, 1706 (Google libri)